# Muro de Roda
Muro de Roda, localizado en un emplazamiento estratégico, es un pueblo fortificado perteneciente al municipio de La Fueva en el Sobrarbe, provincia de Huesca, Aragón, España. En la actualidad está despoblado.

## Toponimia
Las primeras referencias toponímicas medievales de Muro, aportadas también por el profesor Ubieto, dan las formas Muro y Muri, y la principal que es Muro Maiorem, que en bajo latín significa el Muro Mayor y señala la importancia que debía de tener. Se sabe que con ese nombre se conoció la fortificación en sus primeros años, hasta que en el siglo XII por la pérdida de importancia estratégica dejó de ser una posesión real y fue cedida al obispado de Roda de Isábena, de donde se supone que ganó el apelativo de Roda.
En Muro de Roda algunos autores han visto el punto de origen de donde habría derivado el apellido Mur, frecuente en buena parte del Alto Aragón y que llevaron algunos personajes de la alta y la baja nobleza del Reino de Aragón en diferentes momentos de la historia.

## Geografía
Muro de Roda destaca desde el tozal de Muro, la mayor altura en la sierra de Muro de Roda, que recibe ese nombre por la población, y que hace de divisoria entre la subcomarca natural de La Fueva al este y el valle del Cinca al oeste.
Se accede a Muro de Roda por una pista que sube desde Tierrantona, transitable en vehículos 4x4 y por la que se desvía a El Pamporciello, El Plano y la casa de Carrera, además del desvío por donde se va a Fumanal.

## Historia
El recinto fortificado de Muro de Roda fue documentado inicialmente en el siglo XI como "muro maiore", hasta que en 1134 fuera donado por el rey Ramiro II a la comunidad de canónigos de Roda de Isábena y cambiara de topónimo. Su construcción es de carácter defensivo y de tipología medieval. Declarado bien de interés cultural, es uno de los conjuntos más espectaculares de la provincia de Huesca.
Muro de Roda se comenzó a fortificar en 1017, bajo el reinado de Sancho III el Mayor, en una época en la que en el condado de Sobrarbe se consagraron algunas iglesias (como la ermita de San Juan y San Pablo de Tella en 1018) y se fortificaron aldeas y castillos. La primera construcción de Muro probablemente no era más que una bastida menor. De esa primera etapa data la ermita de San Bartolomé de Muro de Roda (1040-1050), como la capilla que servía a la fortificación.
El historiador Agustín Ubieto, en los años 1970, informaba que la primera aparición de Muro de Roda en los documentos era de 1050. Para eso se basó en la tesis doctoral de Ángel J. Martín Duque, Colección diplomática de San Victorián y Santa María de Obarra (1000-1219), de 1956, que está depositada en la Facultad de Filosofía y Letras de la Universidad de Zaragoza.
En una segunda tanda de construcciones, en el siglo XII, se levantó la peculiar iglesia de Santa María de la Asunción, posiblemente coincidiendo con la devastada torre, de base cilíndrica, que casi al mismo tiempo había habido y de la cual solo ha quedado una parte de los cimientos, debajo de los ábsides del templo. La carta de consagración de la iglesia, de 1107, se descubrió en 1997, y en la actualidad se conserva en el Museo Diocesano de Barbastro. La iglesia sustituye a la antigua torraza, pues está integrada en la muralla que engloba el recinto y tiene un campanario que está pensado para una doble función, litúrgica y militar.
En los siglos XV, XVI y XVIII la iglesia y las construcciones de la localidad sufrieron remodelaciones. Son destacables los cubos de la muralla perimetral del recinto, desarrollados en el siglo XVI, o el campanario de la iglesia parroquial de la Asunción, remodelado la última vez en el siglo XVIII.

## Geografía humana

### Demografía
| Gráfica de evolución demográfica de Muro de Roda entre 1842 y 1960 |
| |
| Población de derecho según los censos de población del INE Población de hecho según los censos de población del INEEntre el censo de 1857 y el anterior, crece el término del municipio porque incorpora a 225078 (Charo) Entre el censo de 1970 y el anterior, este municipio desaparece porque se integra en el municipio 22113 (La Fueva) |

El pueblo lleva deshabitado mucho tiempo, con el consiguiente deterioro gradual.

## Urbanismo
La localidad la conforman dos barrios. El primero es más alto y antiguo y se encuentra a la altura del tozal de Muro y aprovecha parcialmente un discreto saliente de peña por la parte occidental para mejor defensa, estando completamente rodeado de muralla. El otro es más bajo en altitud y lo forman algunas casas y construcciones alrededor de la antigua casa de la villa, la escuela y la ermita de San Bartolomé, y no tiene las defensas del antiguo.

## Patrimonio artístico
Muro de Roda, a pesar de hallarse despoblado desde mediados del siglo XX, comprende dos barrios y un número importante de ruinas de donde hubo anteriormente casas.
El barrio superior, más antiguo de construcción, se encuentra amurallado perimetralmente, a excepción de la zona occidental que mira hacia el valle del Cinca y que, al situarse sobre un cincho natural de algunos metros de altitud, no tiene más que un pequeño muro de poca altitud para evitar principalmente el miedo que para prevenir realmente los ataques.

### Muralla
La muralla está declarada Bien de Interés Cultural (cod. 1-INM-HUE-003-113-291-1_4), y delimita un perímetro de forma ovalada, con unos 150 metros de amplitud máxima (eje norte-sur) y unos 50 en la mínima. El grueso de los muros es de 1,57 metros y llegan a los 4 metros de altitud, con una disposición que se cree que puede ser parecida a la que debía de tener el arruinado poblado de Tou, justo en la cuenca del río Cinca. Tiene un paseo de ronda muy bien marcado, y se cree que es la parte que actualmente sirve de paseo la que podía haber sido la primera muralla, aun habiéndose sumado algo de grosor posteriormente que formaría la cara exterior.

### Iglesia de Santa María
La iglesia de Santa María de la Asunción también está considerada Bien de Interés Cultural (cod. 1-INM-HUE-003-113-291-1_5) y destaca por los tres ábsides que tiene, que miran hacia fuera de la muralla, aunque el conjunto de la iglesia está dentro del perímetro amurallado, de manera que los propios límites del templo se continúan con el lienzo exterior del muro. El templo tiene en su interior tres naves paralelas que rematan cada una en uno de los ábsides. El altar es característicamente elevado, y se sube a él con seis escalones que también sirven para acceder a dos ábsides laterales que, por hallarse tapiados, sirven de sacristía. El campanario, completado en el siglo XVIII (en el mismo que las pinturas interiores) tenía funciones religiosas y defensivas.

### Ermita de Santa Bárbara
También comprendida en el perímetro de muralla, la ermita de Santa Bárbara (siglo XVI) está declarada Bien de Interés Cultural (código 1-INM-HUE-003-113-291-1_6), aunque en este caso el mal estado de conservación que presentaba requirió una intervención total en la última restauración.

### Ermita de San Bartolomé
Del siglo XI data la ermita de San Bartolomé, que al contrario que las otras, no forma parte del recinto con murallas, sino que está en el barrio bajo, donde se encuentra la escuela, la casa de la villa y algunos otros edificios, construidos muy posteriormente al barrio alto.

### Rehabilitación
El perímetro amurallado y las iglesias de la Asunción, san Bartolomé y santa Bárbara fueron restaurados por el Gobierno de Aragón entre 1999 y 2010, y fueron inaugurados tras las obras por el presidente autonómico Marcelino Iglesias el día 30 de mayo de este último año.

## Fiestas
- 24 de agosto, fiesta mayor,[13] en honor a san Bartolomé.